# Еропкино (Ивановская область)
Еропкино — село в Приволжском районе Ивановской области, входит в состав Новского сельского поселения.

## География
Расположено в 5 км на северо-запад от центра поселения села Новое и в 6 км на восток от райцентра города Приволжск.

## История
В XVII веке по административно-территориальному делению село входило в Костромской уезд в Плесский стан. По церковно-административному делению приход относился к Плесской десятине. В 1620 году упоминается церковь "Живоначальныя Троицы в селе Еропкине". В 1560 году село Еропкино упоминается в духовной грамоте окольничего Семена Дмитриевича Пешкова Сабурова: "да моя ж вотчина на Костроме сельцо Яропкино и здеревнями в Плеском уезде, а в нем церковь Троица Живоначальная...". В 1627-1631 годах "за Понкратом Алексеевым сыном Греченина в поместье по ввозной грамоте 1613 г., за приписью дьяка Гарасима Мартемьянова полсела Еропкина без жребья, а другая половина того села с жеребьем в поместье за Семеном да за Воином Микитиными детьми Овцына, да за кн. Федором Збарецким, да за Петром Видановым, сыном Федорова, да за Карпом Зайцовым, а в селе церковь Троицы Живоначальныя, а на церковной земле во дворе поп Микита Степанов, дьячек Богдашко Родионов, двор пономаря пуст, место просвирни...". В декабре 1723 года "запечатан указ о строении церкви по челобитью стольника Семена Петрова сына Овцына с товарищи, велено им в селе Еропкине вместо сгорелой церкви на том же церковном месте построить вновь церковь во имя тот же престол Живоначальныя Троицы". В феврале 1725 года новопостроенная Троицкая церковь была освящена. В январе 1736 года "запечатан указ о строении церкви адъютанту Никите Семенову сыну Овцыну с товарищи по их челобитью, велено им в селе Еропкине вместо сгоревшей Троицкой церкви построить на том же месте вновь церковь во имя тогож храма". В марте 1744 года упоминается указ "о строении в селе Еропкине Никольской церкви".
Каменная Троицкая церковь в селе с колокольней построена в 1824 году на средства прихожан, с помощью действительного статского советника Семена Федоровича Аладьина. Престолов было три: в холодной во имя Пресвятой Троицы, в теплой — правый во имя св. Архистратига Михаила и левый во имя святителя Николая Чудотворца.
В конце XIX — начале XX века село входило в состав Красинской волости Нерехтского уезда Костромской губернии, с 1918 года — Иваново-Вознесенской губернии.
С 1929 года село входило в состав Георгиевского сельсовета Середского района Ивановской области, с 1946 года — в составе Приволжского района, с 1960 года — в составе Новского сельсовета, с 1963 года — в составе Фурмановского района, с 1983 года — вновь в составе Приволжского района, с 2005 года — в составе Новского сельского поселения.

## Население
| 1872 | 1897 | 1907 | 2002 | 2010 |
| ---- | ---- | ---- | ---- | ---- |
| 259  | ↘200 | ↗223 | ↘46  | ↘39  |

## Достопримечательности
В селе расположена недействующая Церковь Троицы Живоначальной (1824).